# أبرشية الرومان الكاثوليك في مونريالي
أبرشية مونريال الكاثوليكية الإيطالية (باللاتينية: Archidioecesis Montis Regalis)‏ في صقلية.اعتبارًا من عام 2000، لم تعد مقبرة حضرية، وهي الآن عضو في أبرشية باليرمو.

## التاريخ
في عام 1174 ، أُعلن عن دير مونريال prælatura nullius ؛ بعد ذلك بعامين ، تم منح رئيس ديرها لقب الأسقف والولاية القضائية له. في الثاني من فبراير 1183 ، بفضل بول ليسيت دومينوس للبابا لوسيوس الثالث ، أصبحت مونريال المرعي الحضري لأبرشية كاتانيا وأبرشية سيراكوزا .  في البداية انتخب رؤساء الأساقفة من قبل الرهبان، لكنهم لم يكونوا دائمًا بنديكتين ؛ منذ عام 1275، تم حجز الانتخابات لنفسها من قبل الكرسي الرسولي .
في الوقت المناسب صارت أبرشية جيرجينتي وأبرشية كالتاجيرون أيضًا أسقفية لمونريالي. لكن سيراكوزا، في عام 1844، وكاتانيا ، في عام 1860 ،أصبحتا من الرؤى الأثرية. بعد أن أصبح الأول حاضرة كالتاجيرون ، استقبل مونريالي أبرشية كالتانيسيتا الجديدة (1860)، والتي أصبحت جيرجينتي حاضرة لها.

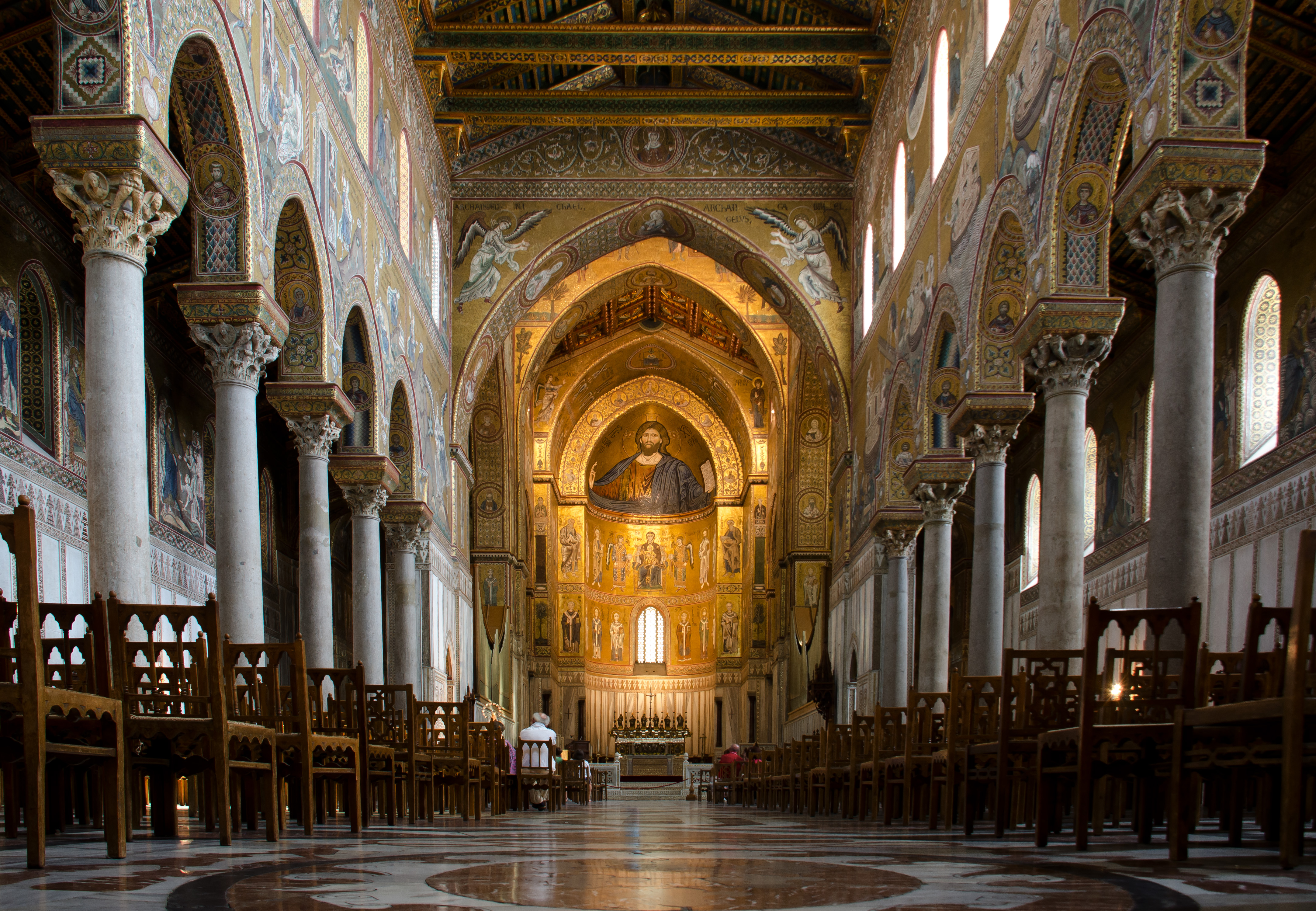
كاتدرائية مونريالي

## الأساقفة ورؤساء الأساقفة

### أبرشية مونريالي
نصب: 1176</br> إسم لاتينيّ: مونتيس ريجاليس
- ثيوبالدوس ، OSB (1176 - 14 مايو 1178) [6]
- Guillelmus ، OSB (1178-1183) (رئيس أساقفة تمت ترقيته)

مرتفع: 5 فبراير 1183</br> إسم لاتينيّ: مونتيس ريجاليس

### إلى 1500
- Guillelmus ، OSB (4 فبراير 1183 - 28 أكتوبر 1191) [7]
- كاروس ، OSB (23 مايو 1194 - بعد 3 أغسطس 1222) [8]

Sede vacante (بحلول 10 أكتوبر 1239 - بعد 25 نوفمبر 1254) 
- بنيفينوتوس (10 أغسطس 1258 - 24 يوليو 1260) [10]
- Gaufridus de Bellomonte (1 أكتوبر 1266 - 6 نوفمبر 1271) [11]
- Trasmundus (بحلول 10 مايو 1267 - 17 أغسطس 1269) [12]

سيدي فاكانت (17 أغسطس 1269 - 13 أغسطس 1278) 
- جيوفاني بوكامازا (15 أغسطس 1278 - أغسطس 1286 استقال)
- بيترو جيرا (20 أغسطس 1286 - 6 يناير 1298 تم تعيينه ، رئيس أساقفة كابوا )
- روجيريوس دونموسكو (10 يناير 1304 - 1304) [14]
- Arnaldus de Rassaco (17 فبراير 1306 - 1324). [15]
- Neapoleone Fortibracchia Orsini (26 يوليو 1325 - 1337)
- مانويل سبينولا (4 نوفمبر 1338 - أبريل 1362)
- Guilelmus Monstrius (1363 - 1380) (طاعة أفينيون) [16]
- فرانسيسكوس ريغيري ، مين. (19 نوفمبر 1380 - 19 ديسمبر 1384) (طاعة أفينيون) [17]
- Paulus Francisci de Roma، O.Min. (3 فبراير 1379 - أبريل 1418) (الطاعة الرومانية) [18]
- جيوفاني فينتيميليا (2 أبريل 1418 - 25 يناير 1450) [19]
- ألفونسوس دي كويفاسروفياس (11 فبراير 1450 - نوفمبر 1454) [20]
- جوانس سولير (3 يناير 1455 - 1458) [21]
- Ausias Despuig (18 سبتمبر 1458 - 2 سبتمبر 1483 مات) [22]
- خوان دي بورخا لانزول (13 سبتمبر 1483 - 1 أغسطس 1503 مات) [23]

## الأساقفة المساعدون
- جيان أنطونيو فاسانو (4 يونيو 1544 - 10 سبتمبر 1568) [24]
- جيوفاني بيترو فورتيجيرا (4 يونيو 1567 - 26 أبريل 1574)
- بلاس أنطونيو أولوريز (2 ديسمبر 1733 -)
- إيمانويل رومانو (20 يونيو 1973-24 يناير 1978)

## كتب

### دراسات
- Backman، Clifford R. (2002). The Decline and Fall of Medieval Sicily: Politics, Religion, and Economy in the Reign of Frederick III, 1296-1337. Cambridge University Press. ISBN:978-0-521-52181-9. مؤرشف من الأصل في 2022-10-27.
- Cappelletti, Giuseppe (1870). Le chiese d'Italia dalla loro origine sino ai nostri giorni (بالإيطالية). Venezia: Antonelli. Vol. vigesimoprimo (21). pp. 572–579. Archived from the original on 2022-10-11.
- Kamp, Norbert (1975). Kirche und Monarchie im staufischen Königreich Sizilien: I. Prosopographische Grundlegung, Bistumer und Bischofe des Konigreichs 1194–1266: 3. Sizilien München: Wilhelm Fink 1975.
- Marzo Ferro, Girolamo di (1860). Stato presente della Chiesa di Sicilia di Girolamo Di Marzo Ferro (بالإيطالية). Palermo: Officio Tipografico Lo Bianco. pp. 66–72. Archived from the original on 2022-10-27.
- Pirro، Rocco (1733). Mongitore, Antonino (المحرر). Sicilia sacra disquisitionibus et nototoos illustrata (ط. third). Palermo: haeredes P. coppulae. ج. Tomus primus. ص. 451–487. مؤرشف من الأصل في 2022-10-27.